# Camilla Moberg
Camilla Kristina Moberg, född 22 november 1961 i Helsingfors, är en finländsk designer. 
Moberg studerade vid Fria konstskolan 1981–1982, vid Konstfack i Stockholm 1982–1983 och vid Konstindustriella högskolan I Helsingfors (konstkandidat) 1983–1992. Hon var formgivare vid Arabia 1987–1991 och designade under denna period bland annat grytserien Pinokas (Oy Arabia Ab 1987), servisen Savoie (Oy Hackman Ab 1990), dekoren Laguna (Oy Hackman Designor Ab 1990). Hon grundade 1991 en egen verkstad i Fiskars, där hon huvudsakligen ägnat sig åt serieproducerad eller unik glaskonst. 
Moberg höll sin första utställning som fri konstnär 2000. Hon eftersträvar funktionalitet i sina verk och hennes konstglas, bland annat vaser, ljusstakar, vinglas och lampor, enfärgade eller av färgat glas, präglas av lätthet och lekfullhet. Hon har sedan 1993 undervisat vid Yrkesskolan Sydväst och sedan 1996 vid Konstindustriella högskolan. Hon deltog i grundandet av konstnärsandelslaget i Fiskars och har medverkat till att stimulera hantverket på den gamla bruksorten. 